# 린다 마리아 바로스
린다 마리아 바로스(프랑스어: Linda Maria Baros, 1981년 8월 6일 루마니아 부쿠레슈티 ~ )는 프랑스의 시인, 번역가, 문학 평론가로, 현재 파리에 거주하고 있다. 2007년 기욤 아폴리네르 상을 수상했다.

## 생애

### 시
- 2009년: L’Autoroute A4 et autres poèmes, 프랑스 ISBN 978-2-84116-147-8
- 2006년: La Maison en lames de rasoir, 프랑스 ISBN 978-2-84116-116-4
- 2004년: Le Livre de signes et d’ombres, 프랑스 ISBN 978-2-84116-096-9
- 2003년: Poemul cu cap de mistret, 루마니아
- 2001년: Amurgu-i departe, smulge-i rubanul!, 루마니아

### 수필
- 2005년: Passer en carène (프랑스어)
- 2005년: Les Recrues de la damnation (프랑스어)